# Charles Dupuy
Charles Dupuy (Charles-Alexandre Dupuy) (Le Puy-en-Velay, 1851. november 5. – Ille-sur-Têt, 1923. július 23.) francia politikus. A Harmadik Francia Köztársaság 28., 30. és 35. miniszterelnöke.  

## Pályafutása
Az École normale supérieure-ön tanult filozófiát. Nantua, Aurillac, Saint-Étienne gimnáziumaiban tanított. Később tanfelügyelővé nevezték ki Lozère és Calvados megyékben. 1884-ben Ajaccio oktatási hivatalának rektorhelyettese lett.
A Mérsékelt Köztársaságpárt tagjaként képviselte Haute-Loire megyét a nemzetgyűlésben 1885 és 1900 között. Aktívan vett részt a parlament oktatási bizottságának munkájában, Jules Ferry vonalát követve. 1892. december 6-án vallás- és közoktatási miniszter lett Alexandre Ribot első kormányában. A tárcát megtartotta Ribot második kormányában is, 1893. március 30-ig.
Első kormányfői megbízatása 1893. április 4-től november 23-ig tartott. 1893. december 5-én a francia nemzetgyűlés elnökévé választották. December 9-én az anarchista Auguste Vaillant bombát hajított a képviselők közé a Bourbon-palotában ülésező nemzetgyűlés termében. Többen megsérültek. Dupuy megőrizte hidegvérét és azt mondta: „Uraim, az ülést folytatjuk”.
Miniszterelnöksége idején két köztársasági elnök halt meg. Marie François Sadi Carnot-t anarchisták gyilkolták meg Lyonban, 1894. június 24-én. Félix Faure váratlanul hunyt el 1899. február 16-án. 
Dupuy 1900 és 1923 között a szenátusban képviselte Haute-Loire megyét.

## Kapcsolódó szócikk
- Franciaország miniszterelnökeinek listája